# Hémévillers
Hémévillers és un municipi francès, situat al departament de l'Oise i a la regió dels Alts de França. L'any 2007 tenia 417 habitants.

## Demografia

### Població
El 2007 la població de fet de Hémévillers era de 417 persones. Hi havia 145 famílies de les quals 24 eren unipersonals (12 homes vivint sols i 12 dones vivint soles), 48 parelles sense fills, 65 parelles amb fills i 8 famílies monoparentals amb fills.
La població ha evolucionat segons el següent gràfic:
Habitants censats

### Habitatges
El 2007 hi havia 165 habitatges, 151 eren l'habitatge principal de la família, 8 eren segones residències i 5 estaven desocupats. Tots els 164 habitatges eren cases. Dels 151 habitatges principals, 134 estaven ocupats pels seus propietaris, 14 estaven llogats i ocupats pels llogaters i 3 estaven cedits a títol gratuït; 6 tenien dues cambres, 15 en tenien tres, 42 en tenien quatre i 88 en tenien cinc o més. 107 habitatges disposaven pel capbaix d'una plaça de pàrquing. A 64 habitatges hi havia un automòbil i a 78 n'hi havia dos o més.

### Piràmide de població
La piràmide de població per edats i sexe el 2009 era:
| Homes | Edats   | Dones |
| ----- | ------- | ----- |
| 0     | 95 o +  | 0     |
| 0     | 90 a 94 | 0     |
| 0     | 85 a 89 | 4     |
| 8     | 80 a 84 | 0     |
| 4     | 75 a 79 | 8     |
| 4     | 70 a 74 | 0     |
| 8     | 65 a 69 | 8     |
| 8     | 60 a 64 | 4     |
| 4     | 55 a 59 | 12    |
| 20    | 50 a 54 | 8     |
| 20    | 45 a 49 | 12    |
| 16    | 40 a 44 | 24    |
| 12    | 35 a 39 | 8     |
| 12    | 30 a 34 | 20    |
| 20    | 25 a 29 | 12    |
| 16    | 20 a 24 | 20    |
| 12    | 15 a 19 | 4     |
| 12    | 10 a 14 | 24    |
| 4     | 5 a 9   | 16    |
| 8     | 0 a 4   | 12    |

## Economia
El 2007 la població en edat de treballar era de 289 persones, 217 eren actives i 72 eren inactives. De les 217 persones actives 192 estaven ocupades (104 homes i 88 dones) i 25 estaven aturades (11 homes i 14 dones). De les 72 persones inactives 16 estaven jubilades, 28 estaven estudiant i 28 estaven classificades com a «altres inactius».

### Ingressos
El 2009 a Hémévillers hi havia 152 unitats fiscals que integraven 414,5 persones, la mediana anual d'ingressos fiscals per persona era de 19.269 €.

### Activitats econòmiques
Dels 7 establiments que hi havia el 2007, 1 era d'una empresa extractiva, 1 d'una empresa de construcció, 1 d'una empresa de comerç i reparació d'automòbils, 1 d'una empresa d'hostatgeria i restauració, 2 d'empreses de serveis i 1 d'una empresa classificada com a «altres activitats de serveis».
L'únic servei als particulars que hi havia el 2009 era una fusteria.
L'any 2000 a Hémévillers hi havia 4 explotacions agrícoles.

## Equipaments sanitaris i escolars
El 2009 hi havia una escola elemental integrada dins d'un grup escolar amb les comunes properes formant una escola dispersa.

## Poblacions més properes
El següent diagrama mostra les poblacions més properes.